# Kalinauka (rejon żytkowicki)
Kalinauka (biał. Калінаўка; ros. Калиновка, Kalinowka) – wieś na Białorusi, w obwodzie homelskim, w rejonie żytkowickim, w sielsowiecie Ludzieniewicze, przy linii kolejowej Kalinkowicze – Łuniniec.
W początkach XX w. w miejscu obecnej wsi znajdował się zaścianek.